# Kanton Roquebillière
Kanton Roquebillière (fr. Canton de Roquebillière) je francouzský kanton v departementu Alpes-Maritimes v regionu Provence-Alpes-Côte d'Azur. Tvoří ho tři obce.

## Obce kantonu
- Belvédère
- La Bollène-Vésubie
- Roquebillière